# جانيس ديكينسون
جانيس دورين ديكينسون (بالإنجليزية: Janice Dickinson)‏ (من مواليد 16 فبراير 1955) عارضة أزياء، مصورة، مؤلفة أمريكية واحدة من أنجح عارضات الأزياء في السبعينيات والثمانينيات من القرن الماضي، عملت أيضًا صمن لجنة تحكيم في أربع نسخ في برنامج أمريكا نيكست توب مموديل في عام 2003.

## روابط خارجية
- جانيس ديكينسون على موقع IMDb (الإنجليزية)
- جانيس ديكينسون على موقع ألو سيني (الفرنسية)
- جانيس ديكينسون على موقع أول موفي (الإنجليزية)
- جانيس ديكينسون على موقع إن إن دي بي (الإنجليزية)
- جانيس ديكينسون على موقع قاعدة بيانات الفيلم (الإنجليزية)
- جانيس ديكينسون على موقع كينوبويسك (الروسية)
- جانيس ديكينسون على موقع دليل عارضات الأزياء (الإنجليزية)